# 清新溫泉度假飯店

清新溫泉度假飯店，是台灣台中市的一間五星級溫泉渡假飯店。位於大肚山上南屯區及烏日區的交界處。視野寬闊，可鳥瞰大台中地區之夜景。距離中山高速公路和高速鐵路台中車站約十分鐘車程。

## 溫泉
經中華民國溫泉觀光協會及日本中央溫泉研究所鑑定，屬碳酸氫鈉泉、弱鹼性，無色無味。附有露天水療SPA、三溫暖供旅客洗浴。

## 客房
共155間，有單人、雙人、總統套房等；有4間獨棟之溫泉別墅。

## 餐廳
共四間，分別為：
- 天地一家：江浙菜、港式飲茶、溫泉套餐。
- 新采西餐廳：西式料理，有單點及自助餐。
- 清新Lounge：提供特調飲料及精緻點心，大廳採高挑設計，並附有落地窗可欣賞風景。
- 美井餐廳：日本料理。

## 娛樂設施
- 兒童專用娛樂室
- 按摩養生館
- 健身房
- 露天花園游泳池

## 其他
- 宴會廳：位於地下二樓，共分成日、月、星廳別，佔地180坪，最多可容納500人，可舉行婚禮。

## 交通
臺中市公車
- 彰化客運：99

## 周邊景點
- 望高寮
- 烏日啤酒廠
- 東海大學
- 台中都會公園
- 彩虹眷村

## 外部連結
- 清新溫泉度假飯店 （页面存档备份，存于）（繁體中文）
- 清新溫泉度假飯店  臺灣旅宿網 （页面存档备份，存于）
  - 台中清新溫泉飯店的Facebook專頁